# Discovery Investigation (Francia)
Discovery Investigation è un'emittente televisiva francese edita da Discovery France

## Storia
Il canale iniziò le proprie trasmissioni l'8 dicembre 2016, all'interno del bouquet a pagamento di SFR, dopoché il gruppo SFR aveva annunciato la distribuzione esclusiva dei canali Discovery il 7 dicembre 2016.

## Palinsesto
Discovery Investigation ha una programmazione costituita da programmi factual che trattano: assassini, delitti e storie atroci per un pubblico generalista:
Programmi televisivi
- Connexions dangereuses
- Eaux troubles
- En quête d’esprits
- La face sombre de l’Amérique profonde
- Le diable parmis nous
- Le village maudit
- Les adieux impossibles
- Les grandes affaires d'ID
- Les liens du mensonge
- L’heure du crime
- Mois serial killers
- Mortellle Saint-Valentin
- Séquences criminelles
- Soirées spéciales Tiger King
- Trahison

## Loghi

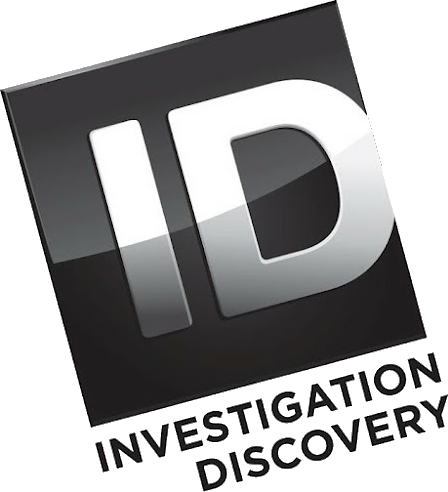
8 agosto 2016 - 3 novembre 2017
3 novembre 2017 - ottobre 2020
In uso da ottobre 2020